# يوشيو واتانابي
يوشيو واتانابي (باليابانية: 渡辺義雄؛ بالكانا: わたなべ よしお) هو مصور ياباني، ولد في 1907 في نييغاتا في اليابان، وتوفي في 2000.